# Koorosh Armi
Koorosh Armi (* 18. August 1986 in Mashhad, Iran) ist ein deutscher Politiker (SPD) und seit 2025 Abgeordneter in der Hamburgischen Bürgerschaft.

## Leben
Koorosh Armi wuchs in Hamburg-Schnelsen auf und absolvierte sein Abitur am Wirtschaftsgymnasium Schlankreye. Im Anschluss studierte er Sozialökonomie und Soziologie an der Universität Hamburg. Beruflich ist er als leitender Angestellter in einem Hamburger Medienhaus tätig.
Sein politisches Engagement begann 2002 mit dem Eintritt in die SPD. Er war unter anderem Vorsitzender der Jusos Niendorf/Lokstedt/Schnelsen und ist seit vielen Jahren in verschiedenen Funktionen in der SPD Schnelsen aktiv, unter anderem als Co-Vorsitzender seit 2023. Von 2011 bis 2025 war er Mitglied der Bezirksversammlung Eimsbüttel und setzte sich dort insbesondere für die Themen Mobilität, Stadtentwicklung und Nahversorgung ein. Von 2015 bis 2025 war er verkehrspolitischer Sprecher der SPD-Fraktion Eimsbüttel sowie stellvertretender Fraktionsvorsitzender.
Bei der Bürgerschaftswahl 2025 zog Armi über Platz 3 der Wahlkreisliste im Wahlkreis Lokstedt – Niendorf – Schnelsen in die Hamburgische Bürgerschaft ein. Seit seinem Einzug in die Hamburgische Bürgerschaft ist er Vorsitzender des Ausschusses für die Zusammenarbeit der Länder Schleswig-Holstein und Hamburg.
Er ist verheiratet und Vater eines Kindes.